# Pferdemarkt (München)

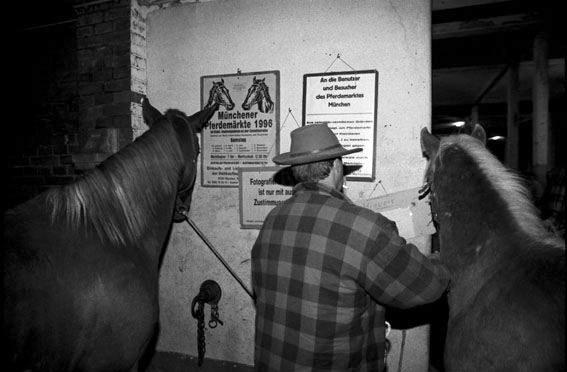
Münchner Pferdemarkt (1996)

Der Münchner Pferdemarkt fand im Laufe der Zeit an verschiedenen Orten statt und hieß anfangs Rossmarkt. Inzwischen ist der Pferdehandel nach Ingolstadt verlegt und findet in der Regel einmal monatlich, am ersten Samstag des Monats statt.

## Geschichte
Nach den Entwürfen des Stadtbaurates Arnold Zenetti wurde 1876, damals auf der grünen Wiese in der Isarvorstadt der Schlacht- und Viehhof errichtet. Auf dem Viehhof wurden alle Münchner Tiermärkte zusammengefasst. 
Der Pferdemarkt zog 1883 aus der Münchner Innenstadt in Schmellerhalle, in der Nachbarschaft des Viehhofs und der neu gebauten Hallen des Schlachthofs München.  Er fand ursprünglich zweimal wöchentlich statt. Seit den 1970er Jahren wird der Pferdemarkt nur noch einmal monatlich, am ersten Samstag des Monats veranstaltet. 
Die Stadt München verkaufte das Schmellergelände und die Schmellerhalle wurde Anfang der 1970er Jahre zugunsten eines Studentenwohnheims abgerissen.

## Münchner Pferdemarkt auf dem Viehhofgelände
Der Pferdemarkt zog deshalb Ende 1972 auf das Viehhofgelände und wurde dort bis 2005 in einer Halle abgehalten. 
Szenen des Münchner Pferdemarktes auf dem Viehhofgelände 1996:

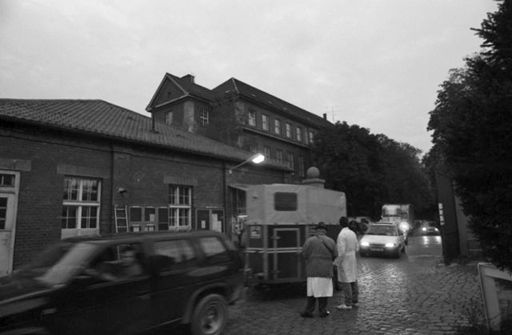
Anlieferung ab 5.00 Uhr, Münchner Pferdemarkt auf dem Viehofgelände, 1996
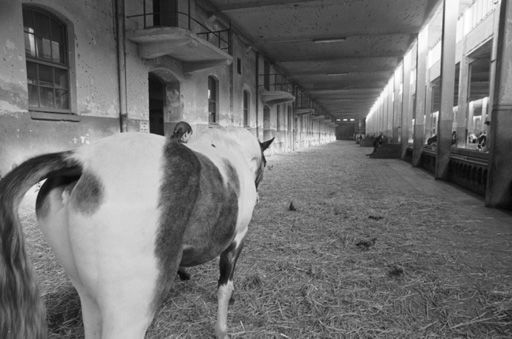
Rennbahn in der Halle, Münchner Pferdemarkt auf dem Viehofgelände, 1996
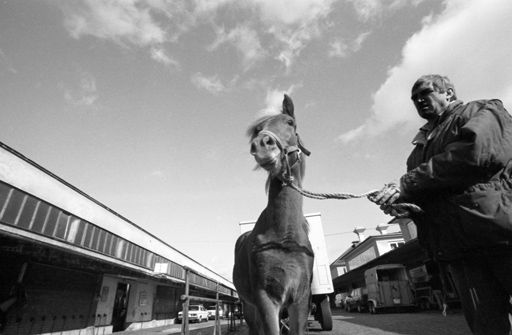
Händler vor der Halle, Münchner Pferdemarkt auf dem Viehofgelände, 1996
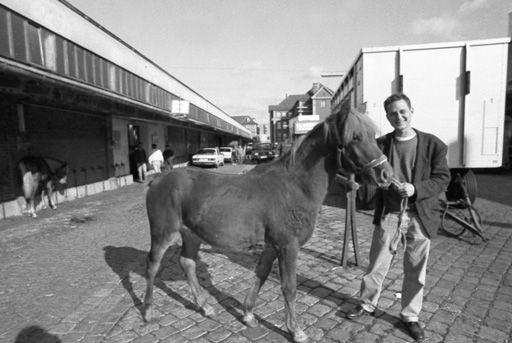
Marktende am Mittag, Münchner Pferdemarkt auf dem Viehofgelände, 1996
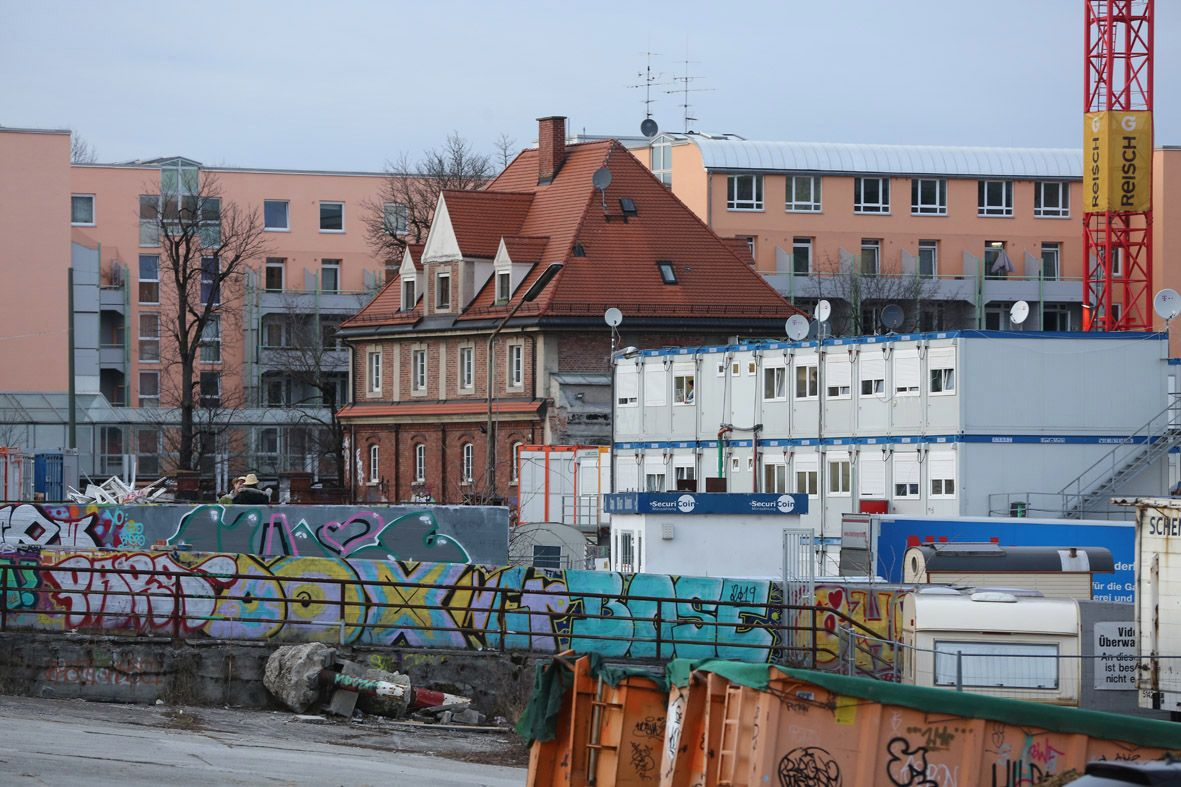
Historischer Kopfbau. Dahinter das Studentenwohnheim auf dem Grund der ehemaligen Schmellerhalle, 2020
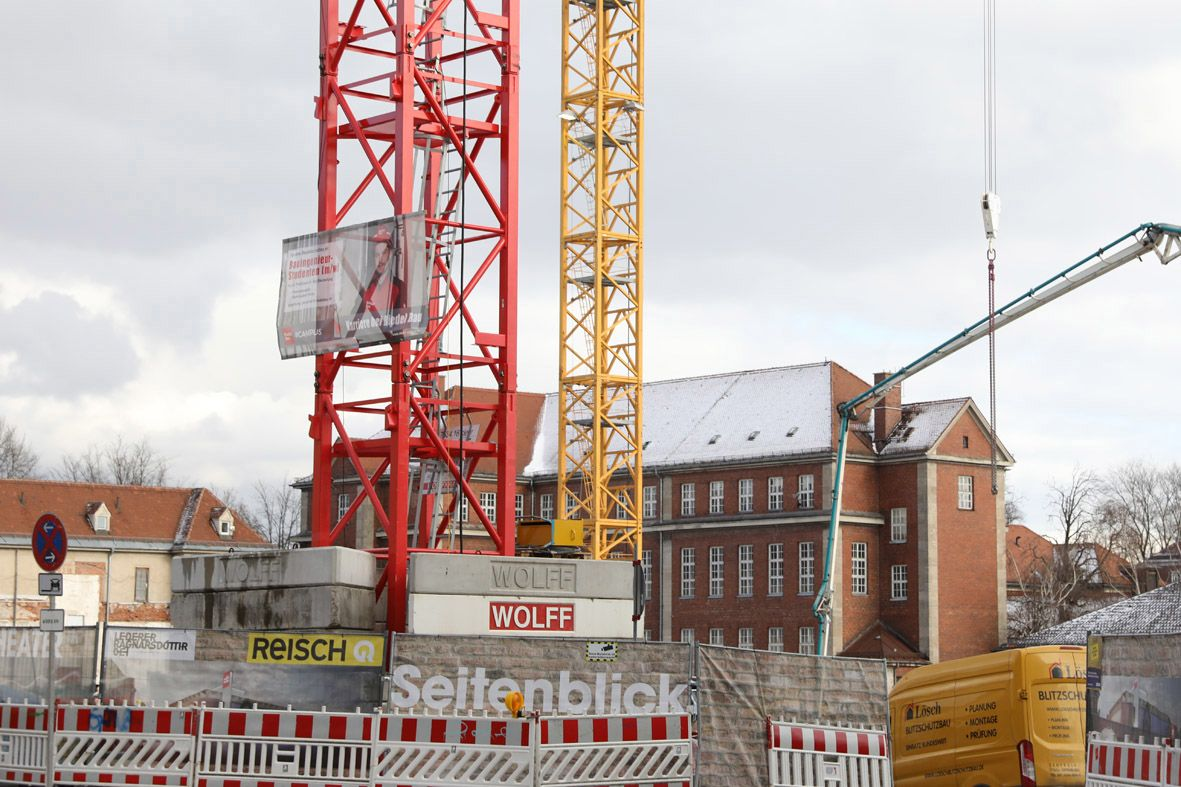
Bauarbeiten für das neue Volkstheater. Dahinter die ehemalige Viehbank. Viehofgelände, 2020

Nach dem Abriss der einsturzgefährdete  Halle im Januar 2006 lag das Areal brach und wurde kulturell zwischengenutzt. Im Dezember 2006 fand der letzte Pferdemarkt in München statt. Seit 2018 entsteht auf dem Areal das neue Volkstheater.

## Miesbacher Pferdemarkt
Von 2007 bis 2015 fand der Pferdemarkt in Miesbach statt. 
Zunächst verlegte der Veranstalter, die Einkaufs- und Liefergenossenschaft der Viehkaufleute Bayerns eG, den Pferdemarkt in die alte Oberlandhalle von Miesbach. Von 2014 bis Dezember 2015 fand der Markt dann in der Neuen Oberlandhalle statt. Nachdem sich die Rahmenbedingungen in der Neuen Oberlandhalle 2015 verschlechterten, verlegte der Veranstalter den Pferdemarkt nach Ingolstadt. 
Szenen des Miesbacher Pferdemarktes (Neue Oberlandhalle) 2015:

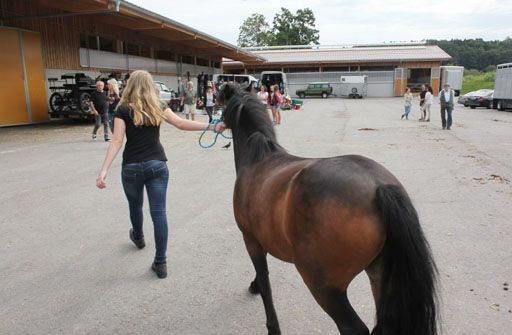
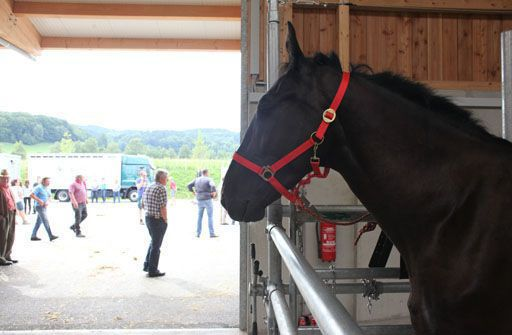
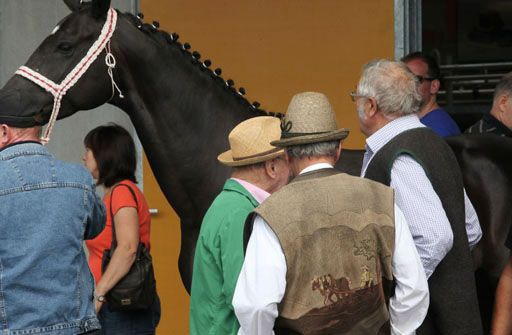
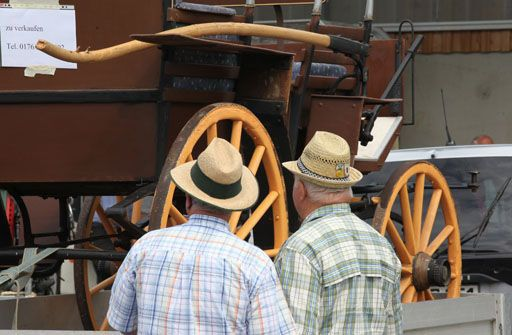

Der Landesverband Bayerischer Pferdezüchter veranstaltet in der Neuen Oberlandhalle jährlich Fohlenauktionen. Im August 2022 wurden dort 24 Haflinger, Edelbluthaflinger und Süddeutsche Kaltblut Fohlen verkauft.

## Pferdemarkt Ingolstadt
Der erste Ingolstädter Pferdemarkt wurde am 6. Februar 2016 durchgeführt. In Ingolstadt findet der Pferdemarkt der Einkaufs- und Liefergenossenschaft der Viehkaufleute Bayerns eG bis auf wenige Ausnahmen jeden ersten Samstag im Monat statt. 
Pferdehändler aus ganz Bayern bieten ihre Pferde an. 
In der Gastronomie wurden Pferdewürste und Pferdefleisch angeboten. Zeitweise wurde auch noch Kleinvieh (Kaninchen, Hasen, Hühner usw.) verkauft.